# Taşkent (district)
Taşkent is een Turks district in de provincie Konya en telt 8.497 inwoners (2007). Het district heeft een oppervlakte van 595,4 km². Hoofdplaats is Taşkent.
De bevolkingsontwikkeling van het district is weergegeven in onderstaande tabel.
| 1997   | 2000   | 2007  |
| ------ | ------ | ----- |
| 47.711 | 46.396 | 8.497 |